# III. Balkhausen
III. Balkhausen ist ein aus einer Hofschaft hervorgegangener Wohnplatz in der bergischen Großstadt Solingen. Er bildet zusammen mit den beiden Orten I. und II. Balkhausen den Ortsteil Balkhausen.

## Lage und Beschreibung
III. Balkhausen liegt im Unteren Wuppertal am Ufer des Flusses Wupper im Süden des Stadtbezirks Burg/Höhscheid, wobei der Fluss die Stadtgrenze zu Leichlingen bildet. III. Balkhausen liegt am Ende der Straße Balkhausen die vom Balkhauser Weg abzweigt, der als Kreisstraße 4 klassifiziert ist. Damit liegt der Ort etwas abseits der mittlerweile zusammengewachsenen Nachbarorte I. und II. Balkhausen. In nördliche und östliche Richtung erheben sich mehrere Höhenzüge des Solinger Höhenrückens, auf einem dieser Höhenzüge thront Burg Hohenscheid. Die Hochflächen werden durch kleinere Bachläufe in Richtung der Wupper entwässert, westlich an II. und III. Balkhausen vorbei fließt etwa der von Hohenscheid kommende Hohenscheider Bach. 
Benachbarte Orte sind bzw. waren die zu Solingen gehörenden Orte Auer Kotten, Bielsteiner Kotten, Hohenscheid, I. und III. Balkhausen, Schellberg, Kempen und III. Hästen sowie der zu Leichlingen gehörende Ort Raderhof.

## Etymologie
Die Ortsbezeichnung könnte darauf zurückzuführen sein, dass einst in der Nähe ein Steg aus Holzbalken die Überquerung der Wupper ermöglichte. Der Namensbestandteil -hausen ist ein verbreiteter Ortsname in Deutschland.

## Geschichte
Balkhausen hat seine Ursprünge im 14. Jahrhundert, der Ort wurde erstmals im Jahre 1363 urkundlich als Balchusen erwähnt.:1 In dem Kartenwerk Topographia Ducatus Montani von Erich Philipp Ploennies, Blatt Amt Solingen, ist Balkhausen bereits mit drei Hofstellen verzeichnet und als balckhuſen benannt. Ab dem Spätmittelalter bis in das 19. Jahrhundert war Balkhausen Titularort der Honschaft Balkhausen, einem unteren Verwaltungsbezirk des Kirchspiels Solingen innerhalb des bergischen Amtes Solingen. Die Topographische Aufnahme der Rheinlande von 1824 verzeichnet den Ort als Ies Balkhauſen (sic), die Preußische Uraufnahme von 1844 verzeichnet ihn als III. Balkhausen. In der Topographischen Karte des Regierungsbezirks Düsseldorf von 1871 ist der Ort als Balkhausen verzeichnet.
Nach Gründung der Mairien und späteren Bürgermeistereien Anfang des 19. Jahrhunderts gehörte der Ort zur Bürgermeisterei Dorp, die 1856 das Stadtrecht erhielt, und lag dort in der Flur VI. Hohenscheid. Die Bürgermeisterei beziehungsweise Stadt Dorp wurde nach Beschluss der Dorper Stadtverordneten zum 1. Januar 1889 mit der Stadt Solingen vereinigt. Damit wurde III. Balkhausen ein Ortsteil Solingens.
Nach dem Zweiten Weltkrieg verdichtete sich die Bebauung in den beiden Nachbarorten  I. und II. Balkhausen entlang der Straße Balkhausen, so dass sie schließlich zusammenwuchsen. Der amtliche Stadtplan verwendet bis 1975 noch die Unterteilung in I., II. und III. Balkhausen, seit den 1980er Jahren wird der Ort zusammen mit den Nachbarorten im Stadtplan nur noch als Balkhausen bezeichnet. Die Unterteilung mit römischen Ziffern ist daher heute kaum noch gebräuchlich. III. Balkhausen liegt bis heute allerdings etwas abseits der beiden anderen Orte.